# ...e vennero in quattro per uccidere Sartana!
...e vennero in quattro per uccidere Sartana! è un film del 1969 di genere western all'italiana e diretto da Demofilo Fidani (accreditato come Miles Deem). Come era pratica di quegli anni, nella trama di questo film fu inserito il personaggio di Sartana seppure non faccia parte della serie "canonica" dei film. Fidani girò in tutto quattro film "apocrifi" del personaggio.

## Trama
Sette banditi mascherati, il cui capo si fa chiamare "il mormone", rapiscono la giovane Susy, cugina del sindaco di Clayton. Alla richiesta di 15000 dollari il sindaco decide di acconsentire con l'intento di vendicarsi successivamente. Ma il rapimento del figlio del sindaco fa precipitare le cose. Lo sceriffo della città chiede aiuto a Sartana che dovrà confrontarsi con quattro banditi ferocissimi: il lanciatore di coltelli, il più forte del West, un velocissimo pistolero e un abile fustigatore. Il pistolero, scelto fra i migliori uomini del ricco fazendero, non riuscirà a sconfiggere Sartana; il fuorilegge rimane in sella al suo cavallo, lasciando il dubbio allo spettatore sulla sorte di Sartana lasciato a terra e alla fine il pistolero stramazza al suolo rivelando l'esito del duello.